# 기체전달물질
기체전달물질(氣體傳達物質, 영어: gasotransmitter)은 신경전달물질의 한 부류이다. 이들 물질은 뚜렷 특성화 기준을 충족해야 하는 필요성 따라 다른 생체활성 내인성 기체 신호전달 분자와 구별된다. 현재는 일산화 질소, 일산화 탄소, 황화 수소만이 기체전달물질로 인정된다.
기체전달물질이라는 이름은 극히 작은 기포와 같은 기체 물리적 상태를 암시하려는 의도가 아니다. 물리적 상태는 복잡한 체액과 세포질에 용해되는 것이다. 이러한 특정 기체는 생산 및 기능에 있어 많은 공통적인 특징을 공유하지만 기존의 신호전달 분자와는 다른 독특한 방식으로 작업을 수행한다.

## 같이 보기
- 신경전달물질
- 기체 신호전달 분자